# Robert Finch

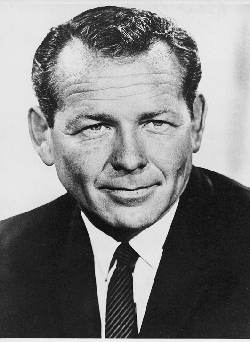
Robert Finch

Robert Hutchison Finch (* 9. Oktober 1925 in Tempe, Arizona; † 10. Oktober 1995 in Pasadena, Kalifornien) war ein US-amerikanischer Politiker (Republikanische Partei). Er gehörte dem Kabinett von Präsident Richard Nixon als Gesundheits-, Bildungs- und Wohlfahrtsminister an.
Finch, dessen Vater Robert L. Finch ebenfalls Politiker war und im Repräsentantenhaus von Arizona saß, diente während des Zweiten Weltkrieges im United States Marine Corps. Nach dem Krieg arbeitete er als Assistent des Kongressabgeordneten Norris Poulson; während dieser Zeit schloss er Freundschaft mit Richard Nixon, dessen politische Karriere in Washington, D.C. begann.
Nach einem Jura-Studium an der University of Southern California in Los Angeles schloss er sich wieder dem Marine Corps an und kämpfte im Koreakrieg. In der Folge praktizierte Finch einige Jahre als Anwalt, ehe er nach Washington zurückkehrte, wo er dem Stab des zum US-Vizepräsidenten aufgestiegenen Nixon beitrat. 1960 leitete er dessen erste Wahlkampagne zur Präsidentschaft, die mit der knappen Niederlage gegen John F. Kennedy endete.
1966 wurde Robert Finch zum Vizegouverneur von Kalifornien gewählt, wobei er mehr Stimmen als Ronald Reagan erhielt, der während derselben Wahl das Amt des Gouverneurs übernahm. Bei der Präsidentschaftswahl 1968 fungierte er im Wahlkampfteam von Richard Nixon als Berater. Überdies war Finch dessen erste Wahl als Kandidat für die Vizepräsidentschaft; er lehnte jedoch ab, woraufhin Spiro Agnew Nixons Running Mate wurde.
Nach dem Wahlerfolg der Republikaner bekam Finch einen Posten im Kabinett Nixon angeboten. Er entschied sich für das Gesundheits-, Bildungs- und Wohlfahrtsministerium, wofür sein langjähriges Interesse für Gesundheits- und Bildungsfragen den Ausschlag gab. Bereits nach einem Jahr trat er nach mehreren politischen Niederlagen von diesem Posten zurück. So konnte er John H. Knowles nicht als Unterabteilungsleiter in seinem Ressort durchsetzen, weil er hier auf massiven Widerstand der American Medical Association und von Everett Dirksen stieß, der Parteiführer des Senats der Vereinigten Staaten war. Er wechselte in den Stab des Weißen Hauses, dem er bis 1973 als Berater des Präsidenten angehörte.
Finch kehrte im Anschluss nach Kalifornien zurück, wo er in Pasadena als Rechtsanwalt arbeitete. Er blieb auch politisch tätig und bewarb sich 1976 um einen Sitz im US-Senat, unterlag aber in den Vorwahlen der Republikaner S. I. Hayakawa.